# 那須英彰
那須 英彰（なす ひであき）はNHK手話ニュース845のNHK手話ニュースキャスター、ろう者
全国各地で講演・一人芝居活動中

## プロフィール
1967年3月、山形生まれ。2歳の時に両全聾となる。幼い頃から映画と演劇に興味を持ち、大学時代に青森の劇団、後に日本ろう者劇団で計15年間、舞台出演。
1995年、NHK手話ニュース845のニュースキャスターに抜擢され、現在NHK Eテレ「NHK手話ニュース845」の毎週火曜日夜8時45分～9時に出演中。著書に「手話が愛の扉をひらいた」、「出会いの扉にありがとう」（写真エッセイ）がある。
2006年、カナダのトロント国際ろう映画祭2006で大賞・長編部門最優秀賞受賞した『迂路』という映画に主演。
2009年、（財）全日本ろうあ連盟創立60周年記念映画「ゆずり葉-君もまた次のきみへ-」
に出演。
現在、講演、一人芝居活動のほか、社会福祉法人全国手話研修センター　手話言語研究所研究員として新しい手話の普及に携わる。

## 経歴
- 2歳の時、高熱で聾者となる。20歳までずっと聾学校育ち
- 1989（昭和62）年　東北ろうあ芸術祭で手話教育の父「高橋潔伝」を講談師として演じ、優勝
- 1991（平成元）年　青森大学社会学部卒業
- 1991（平成元）年　キヤノンシステムアンドサポート株式会社に入社
- 1991（平成元）年　社会福祉法人トット基金付帯日本ろう者劇団[4]に入団、以降公演に多数出演
- 1994（平成 6）年　ビデオ映画「ふくろうへの贈り物」（30分）製作・一般公開上映（監督）
- 1995（平成 7）年　NHK教育テレビ「NHK手話ニュース845」[3]キャスターとなる。
- 1996（平成 8）年　著書「手話が愛の扉をひらいた」（主婦と生活社）出版
- 1996（平成 8）年　ビデオ映画「刻は流れゆくままに」製作・上映（45分）（監督）
- 1997（平成 9）年　第45回全国ろうあ者大会 in 埼玉「白いワイシャツの男～藤本敏文の生涯～」2人芝居
- 1998（平成10）年　共編著「藤本敏文」伝記本出版（筑波大学附属聾学校同窓会）[9]
- 1998（平成10）年　第46回全国ろうあ者大会 in 青森「ろう教師の嚆矢～吉川金造物語～」2人芝居
- 2000（平成12）年　「なすの聾・探訪in　かつしか」VHSビデオ製作
- 2001（平成13）年　デジタルDV方式映画「愛は闇の世界を越えて」製作・上映（30分）（監督兼出演）
- 2001（平成13）年　大館信広監督デジタルDV方式映画「小さな下町～さくらの詩～」に友情出演
- 2001（平成13）年　一般財団法人全日本ろうあ連盟[5]手話研究所研究員（手話確定普及部）となる。
- 2001（平成13）年　「なつかしの山形手話特集」VHSビデオ製作販売演出（山形県人ろう者会）
- 2002（平成14）年　12月　社会福祉法人トット基金付帯日本ろう者劇団を退団
- 2003（平成15）年　DVD映画「デフ・ロード」（1時間）製作一般公開全国各地上映（監督兼出演）
- 2003（平成15）年　「びっくり仰天聾探訪紀行」DVD製作・出演（シオンプロダクション出版）
- 2003（平成15）年　CS障害者統一機構「目で聴くテレビ（なすのバス停留所）」出演
- 2005（平成17）年　おおだてのぶひろ監督・映画「迂路（うろ）」2005年度作品に主演（全国各地上映）
- 2006（平成18）年　拙著・写真エッセイ集の本「出会いの扉にありがとう」を出版、出版社：新風舎（ティルコーポレーション）
- 2006（平成18）年　「迂路（うろ）」2005年度作品がカナダ・トロントでの「トロント国際ろうフィルム＆アートフェスティバル2006」でグランプリを受賞
- 2009（平成21）年　一般財団法人全日本ろうあ連盟の結成60周年記念映画「ゆずり葉-君もまた次のきみへ-」[6]（早瀨憲太郎監督）に出演
- 2009（平成21）年　おおだてのぶひろ監督作品 映画「ありときりぎりす」に主演
- 2011（平成23）年　東京・中野で手話語り・「特攻の櫻」公演（米内山明宏氏、砂田アトム氏、江副悟史氏、江副氏の祖父・江副隆愛氏、那須が各一人語る公演）以降全国各地公演
- 2013（平成25）年　第61回全国ろうあ者大会（山形県山形市）で「ろう者よくあるある」を數見陽子さんと二人芝居
- 2014（平成26）年　東京・中野で手話と声による朗読 東日本大震災を手話で語り継ぐ「3.11 あの時を忘れない」公演（構成・演出・出演）、そのあと宮城で公演（東日本大震災を手話で語り継ぐプロジェクト主催・2015年は東京と岩手、2016年は東京と福島で公演）
- 2017（平成29）年　第65回全国ろうあ者大会（福岡県春日市）で一人芝居「ろうあ者の運転免許取得の訴求運動の知られざる真実」を演じる。[10]
- 2017（平成29）年　第65回全国ろうあ者大会 in 福岡「聞こえない人にも運転免許を！～聴覚障害者の運転免許取得のため、熱い思いで法改正運動をし続けた田篭勝三物語～」１人芝居
- 2019（令和01）年　第67回全国ろうあ者大会 in 宮城「高橋潔氏大曾根源助氏物語」2人芝居
- 2022（令和04）年　第70回全国ろうあ者大会 in 広島「幕末の勤王僧 宇都宮黙霖」2人芝居

## 著書
- 『手話が愛の扉をひらいた』[1]（1996年主婦と生活社・宙出版）
- 写真エッセイ集『出会いの扉にありがとう』[2]（2006年新風舎）
- 『藤本敏文』共編著（1998年筑波大学附属聾学校同窓会発行）
- 『スイーツ食べ歩き（2009～2010）』フォトブック（2010年自費出版）
- 那須英彰『とっておき図鑑』冊子（2012年自費出版）

## 映画、テレビ
- NHK教育 NHK手話ニュース845[3] 毎週金曜日20時45分～21時00分
- NHK総合 おはよう日本（朝７時）
- TBS報道特集
- NHK教育 聴覚障害者のみなさんへ
- 映画「デフ・ロード」監督兼出演
- 映画「迂路（うろ）」（おおだてのぶひろ監督作品）主演
- 映画「小さな下町 ～さくらの詩～」（おおだてのぶひろ監督作品）藤本敏文役
- 映画「ゆずり葉-君もまた次のきみへ-」[6]（一般財団法人全日本ろうあ連盟[5]の結成60周年記念）出演

- 映画「ありときりぎりす」（おおだてのぶひろ監督作品）主演
- 映画『サイン・ジーン/初代ろう者スーパーヒーロー』[11]（en:Sign Gene[12]:The First Deaf Superheroes）（エミリオ・インソレラ監督作品）出演
- 映画「私だけ聴こえる[13]」（松井至監督作品）出演
- 映画「ヒゲの校長[14]」（谷進一監督作品）藤本敏文役として出演
- テレビドラマ「デフ・ヴォイス 法廷の手話通訳士[15]」（渡辺一貴監督作品）菅原吾朗役として出演
- 映画「みんな、おしゃべり!」（河合健監督作品）出演[16]

## 演劇
- 1992（平成 4）年　幻想視覚演劇「カスパー伝説」
- 1993（平成 5）年　デフ・パペット・シアターひとみと日本ろう者劇団[4]合同公演「真夏の夜の夢」
- 1995（平成 7）年　「終着駅への軌跡」
- 2000（平成12）年　日本ろう者劇団[4]創立20周年記念公演「永遠の一夜」
- 2000（平成12）年　「コクトーの遺言～詩人が死んで蘇る～」
- 2002（平成14）年　日本ろう者劇団[4]幻想視覚演劇公演「翼のない天使」
- 2011（平成23）年　東京・中野で手話語り・「特攻の櫻」